# Спортивне орієнтування на Всесвітніх іграх
Спортивне орієнтування на Всесвітніх іграх — один з видів спорту, включених до програми Всесвітніх ігор.
Всесвітні ігри — міжнародні комплексні змагання з видів спорту, що не входять в програму Олімпійських ігор. Проводяться з 1981 року з періодичністю 1 раз на 4 роки. Міжнародна федерація спортивного орієнтування (IOF) стала членом Міжнародної асоціації Всесвітніх ігор (IWGA) у 1995 році. З 2001 орієнтування включено до програми Всесвітніх ігор. З 2009 року програма змагань зі спортивного орієнтування складається з спринту (sprint), середньої дистанції (middle) і змішаної естафети (mixed relay). У змішаній естафеті за національну команду біжать дві жінки і двоє чоловіків. Чоловічі і жіночі етапи чергуються.

## Місце проведення
| Рік  | Дата проведення   | Місце               |
| ---- | ----------------- | ------------------- |
| 2001 | 15-25 серпня      | Японія, Акіта       |
| 2005 | 14-24 липня       | Німеччина, Duisburg |
| 2009 | 16-26 липня       | Тайбей, Гаосюн      |
| 2013 | 27 липня—4 серпня | Колумбія, Калі      |
| 2017 | 20-30 липня       | Польща, Вроцлав     |

## Спринт
У програмі з 2009 року. До цього проводилася тільки індивідуальна гонка і змішана естафета.

### Чоловіки
| Рік  | Золото        | Срібло         | Бронза       | Примітки |
| ---- | ------------- | -------------- | ------------ | -------- |
| 2009 | Андрій Храмов | Даніель Хубман | Теро Фер     | [ 3 ]    |
| 2013 | Матіас Кібурц | Андрій Храмов  | Єркер Ліссел | [ 4 ]    |

### Жінки
| Рік  | Золото         | Срібло                  | Бронза     | Примітки |
| ---- | -------------- | ----------------------- | ---------- | -------- |
| 2009 | Мінна Кауппі   | Хенні Оллстон           | Еліза Есет |          |
| 2013 | Анніка Білстам | Анне Маргрес Х Нордберг | Мая Альм   |          |

## Індивідуальна/Середня
До 2009 року проводилася тільки індивідуальна гонка і змішана естафета. Починаючи з ігор 2009 року програма проведення змагань зі спортивного орієнтування змінилася і стала включати в себе спринт, середню дистанцію і змішану естафету.

### Чоловіки
| Рік  | Золото         | Срібло         | Бронза                 | Примітки |
| ---- | -------------- | -------------- | ---------------------- | -------- |
| 2001 | Грант Блют     | Туре Сандвік   | Джеймі Стівенсон       | [ 5 ]    |
| 2005 | Т'єррі Жоржіу  | Даніель Хубман | Ейстейн Кволь Естербьо |          |
| 2009 | Даніель Хубман | Дмитро Цвєтков | Андрій Храмов          |          |
| 2013 | Матіас Кібурц  | Даніель Хубман | Вілліс Алелюнес        | [ 6 ]    |

### Жінки
| Рік  | Золото              | Срібло            | Бронза            | Примітки |
| ---- | ------------------- | ----------------- | ----------------- | -------- |
| 2001 | Ханне Стафф         | Анетта Гранстедт  | Біргітта Хусебюе  |          |
| 2005 | Симона Нігглі-Лудер | Карін Шмальфельд  | Хізер Монроу      |          |
| 2009 | Хенні Оллстон       | Мінна Кауппі      | Ліннеа Густафссон |          |
| 2013 | Мінна Кауппі        | Тов Александерсон | Надія Волинська   |          |

## Змішана естафета
На відміну від чемпіонатів світу та Європи, Всесвітніх іграх проводиться змішана естафета чотирьох учасників. За кожну національну команду біжать дві жінки і двоє чоловіків. Чоловічі і жіночі етапи чергуються.
| Рік  | Золото                                                              | Срібло                                                                   | Бронза                                                                    | Примітки  |
| ---- | ------------------------------------------------------------------- | ------------------------------------------------------------------------ | ------------------------------------------------------------------------- | --------- |
| 2001 | Норвегія Бьорнар Вальстад Ханне Стафф Туре Сандвік Біргітта Хусебюе | Литва Сваюнас Амбразас Вілма Рудзенскайте Едгарас Воверіс Гедре Воверене | Швеція Еміль Вінгстедт Анетта Гранстедт Ніклас Юнассон Єнні Юханссон      | 15 команд |
| 2005 | Швейцарія Матіас Мерц Леа Мюллер Даніель Хубман Симона Нігглі-Лудер | Росія Сергій Дєтков Алія Сітдікова Максим Давидов Тетяна Рябкіна         | Чехія Петр Лосман Марта Штербова Томаш Длабая Дана Брожкова               | 13 команд |
| 2009 | Росія Дмитро Цвєтков Юлія Новікова Андрій Храмов Галина Виноградова | Фінляндія Пасі Іконєн Боділ Крістіна Холмстрьом Тєро Фьор Мінна Кауппі   | Норвегія Ларс Шесет Марі Фастінг Ейстейн Кволь Естербьо Еліза Есет        | 16 команд |
| 2013 | Швейцарія Даніель Хубман Сара Лейшер Маттіас Кібурц Юдис Вейдер     | Данія Тюе Лассен Іда Бобах Расмус Тран Хансен Мая Альм                   | Австрія Гернот Кершбаумер Анна Нільсон Сімковіч Роберт Мерль Урсула Кадан | Росія — 8 |